# Reinhard Köhler (Politiker)
Karl Georg Friedrich Reinhard Köhler (* 16. August 1818 in Korbach; † 5. März 1866 in Arolsen) war ein deutscher Jurist und Politiker.
Köhler war der Sohn des Ökonomen Heinrich Daniel Christian Köhler (1782–1849) und dessen Ehefrau Sophia Katharina Elisabeth, geborene Weidemann (1784–1850). Er heiratete am 28. April 1847 in Korbach Therese Emilie Julie Hagemann (1824–1903). Köhler studierte Rechtswissenschaften an der Universität Marburg und wurde Advokat in Korbach. Von 1852 bis 1855 war er für den Wahlkreis Kreis des Eisenbergs Abgeordneter im Landtag des Fürstentums Waldeck-Pyrmont. 